# 新疆省銀行
新疆省銀行是中華民國大陸時期新疆省的一個銀行，经营存款、放款和汇况业务，代理新疆省库收支和买卖生金、银等，後期開始發行新疆省貨幣。
1928年7月7日，新疆发生七七政变，新疆省都督杨增新被刺杀，金树仁接任。金树仁任职后，停办了官钱局。1930年7月1日，在金树仁的倡议下，新疆省银行成立，為官商集股。银行资本500万两，地址位於迪化西大街文庙巷。1931年哈密暴动爆發後，迪化城受到波及，新疆省銀行停业。而金树仁也在当年发生的四一二政变中下台。此后，盛世才就任新疆省边防督办。盛世才上台後，1933年下半年，哈密暴動平定，新疆省銀行恢复营业并改为官办銀行，在喀什、伊犁、塔城地区设置了9处分支机构。1938年2月，主管新疆金融的毛泽民開始整顿新疆省银行。1939年1月1日，新疆省银行改组为新疆商业银行，並变为官商合办銀行，其中官股占60%，商股占40%，毛泽民擔任理事长，张宏与任行长。同時原本由新疆省财政厅发行的新疆省币改为由新疆商业银行发行，并实行废两改元。从1939年改组起到1943年，新疆农业、牧业、商业、实业、手工业贷款额度均成倍数增加。商业银行分支机构也从改组前的9个增加到了15个。
1943年，新疆苏聯贸易中断後，盛世才私自打开督署三堂库房，并挪用、转移大批金银后，于次年离新。而毛泽民等人已被盛世才杀害，使得新疆经济重新出现危机。从1944年开始，新疆开始出现急剧的通货膨胀。同年爆发的三区革命使得新疆金融陷入更深的困境。三区革命时期，三区境内的新疆商业银行机构被撤销，三区内的金融业务也与新疆省政府脱钩。1946年，新疆商业银行遷入大银行辦公。1948年，新疆省商业银行又被国民政府财政部和新疆省政府改回为新疆省银行。在1939年到1949年间，新疆商业银行和新疆省银行先后发行29种面值的新疆省币，其中最大面值省币为60亿圆纸币，其他發行的貨幣還有新疆省壹圆银币和新疆省银行银圆票。
1949年9月，新疆和平解放。1950年9月，中国人民银行的金融机制步入正轨，新疆省银行撤销。10月1日起，原新疆省银行的業務併入中国人民银行新疆省分行。